# The Pop Group
The Pop Group è un gruppo musicale britannico, fra i più innovativi, originali e influenti degli anni ottanta.

## Storia

### Primo periodo
Fondati a Bristol nel 1977 da Mark Stewart, i Pop Group si caratterizzarono, oltre che per una proposta artistica tesa alla sperimentazione e alla commistione di generi quali punk, funk, dub, afrobeat e free jazz, anche per una carica acidamente satirica e accusatoria nei confronti della società globale e del capitalismo occidentale.
Il nome scelto dal gruppo è volutamente ambiguo: contiene tanto un'ironica anti-connotazione della proposta artistica, quanto un'emblematica presa di posizione sociopolitica, di artisti del popolo e per il popolo.
Y, il loro LP d'esordio datato 1979 e prodotto da Dennis Bovell, è tuttora considerato dalla critica una pietra miliare del post-punk e uno degli album più rivoluzionari dell'intera storia del rock.
Dopo un secondo lavoro, For How Much Longer Do We Tolerate Mass Murder? (1980), il gruppo decise di sciogliersi.

### Reunion
Nel 2010 i Pop Group hanno dichiarato che si sarebbero riuniti per un tour con tre dei cinque membri originali. La raccolta del 1980 We Are Time ha visto la sua prima ristampa in tutto il mondo il 20 ottobre 2014. Nello stesso anno è stata anche pubblicata una compilation di rarità intitolata Cabinet of Curiosities. A sostegno di queste ristampe, il gruppo ha intrapreso un tour di sette giorni nel Regno Unito.
Il 23 febbraio 2015, i Pop Group hanno pubblicato Citizen Zombie, il loro primo album in studio dopo ben 35 anni, pubblicato dall'etichetta di Mark Stewart. Nel febbraio del 2016 è stato ristampato per la prima volta il secondo disco della band. Il 28 ottobre dello stesso anno il gruppo torna in studio per un nuovo album, Honeymoon On Mars, che segna tra l'altro il ritorno dietro alla consolle di Dennis Bovell.

## Discografia

### Album in studio
- 1979 – Y
- 1980 – For How Much Longer Do We Tolerate Mass Murder?
- 2015 - Citizen Zombie
- 2016 - Honeymoon On Mars

### Raccolte
- 1980 – We Are Time
- 1998 – We Are All Prostitutes
- 2014 – Cabinet of Curiosities

### Singoli
- 1979 – She Is Beyond Good And Evil
- 1979 – We Are All Prostitutes

## Formazione
- Mark Stewart - voce
- Gareth Sager - chitarra ritmica, sassofono
- John Waddington - chitarra
- Simon Underwood - basso (1978-1980)
- Don Catsis - basso (1980-1981)
- Bruce Smith - batteria, percussioni